# 오니야나기촌
오니야나기촌(鬼柳村)은 이와테현 와가군에 설치되었던 촌이다. 현재의 기타카미시에 해당한다.

## 연혁
- 1889년 4월 1일 - 정촌제 시행에 따라 가미키야나기 촌과 시모키야나기 촌이 합병해 히가시와가 군 기니야기 촌이 발족.
- 1896년 3월 29일 - 히가시 와가군이 합병해 와가군이 부활.와가군 오니야나기 촌이 되다.
- 1954년 4월 1일 - 구로사와시리 정·이토요 촌·사라기 촌·후타코 촌 및 이누자와 군 아이사리 촌·에사시 군 후쿠오카 촌과 합병해 기타카미 시가 됨.